# Засади (Куявсько-Поморське воєводство)
Засади (пол. Zasady) — село в Польщі, у гміні Сведзебня Бродницького повіту Куявсько-Поморського воєводства.
Населення — 185 осіб (2011).
У 1975-1998 роках село належало до Торунського воєводства.

## Демографія
Демографічна структура станом на 31 березня 2011 року:
|          | Загалом | Допрацездатний вік | Працездатний вік | Постпрацездатний вік |
| -------- | ------- | ------------------ | ---------------- | -------------------- |
| Чоловіки | 103     | 31                 | 62               | 10                   |
| Жінки    | 82      | 16                 | 42               | 24                   |
| Разом    | 185     | 47                 | 104              | 34                   |